# Emil Kuh

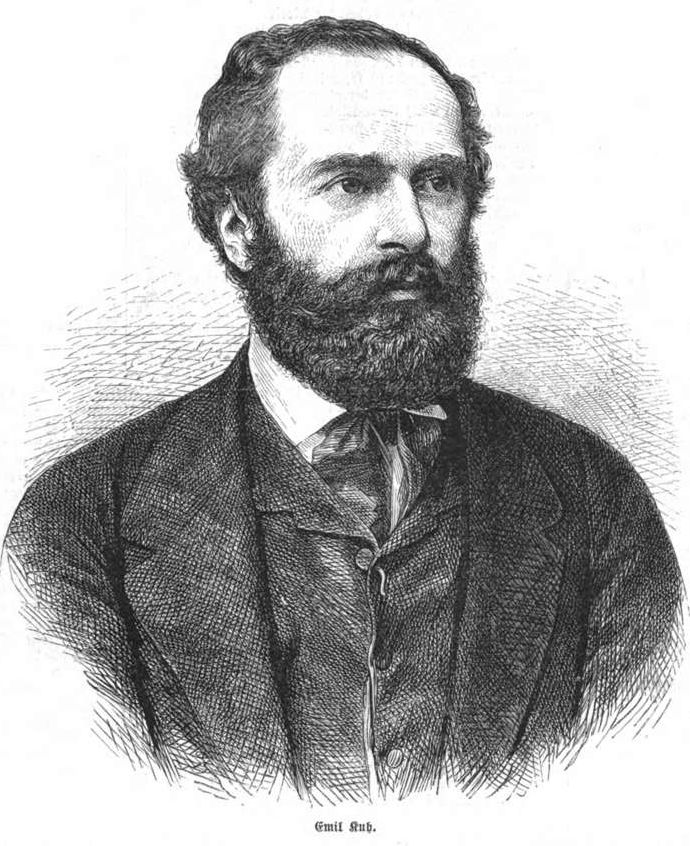
Emil Kuh, 1867.

Emil Kuh, född den 13 december 1828 i Wien, död den 30 december 1876 i Meran, var en österrikisk författare. Han var far till Paul Kuh-Chrobak.
Kuh var efter studier i filosofi och historia en kort tid anställd i sin fars affär i Trieste, men ägnade sig från 1848 uteslutande åt litterära sysselsättningar, från 1858 som kritiker i Wien, där han 1864 blev professor i tyska språket och litteraturen vid handelshögskolan. Ända till 1860 stod Kuh i synnerligen nära vänskapsförhållande till Hebbel, som utövade ett mäktigt inflytande på honom. Hans båda arbeten över denne (1854 och 1877) har ett mer än urkundligt värde; dessutom författade Kuh Adalbert Stifter (1868), Zwei Dichter Österreichs: Franz Grillparzer und Adalbert Stifter (1872), Drei Erzählungen (1857) och Gedichte (1858) samt utgav Münch-Bellinghausens och Hebbels arbeten, antologier med mera. Hans brevväxling med Storm utgavs i band 96 av Westermanns Monatshefte.